# Boo Kullberg
Boo Kullberg, född 23 maj 1889 i Stockholm, död 5 april 1962 i Bromma, var en svensk gymnast.
Han blev olympisk guldmedaljör 1912.